# A-League 2018/19
Die A-League 2018/19 war die 14. Spielzeit der höchsten australischen Fußballliga seit ihrer Gründung im Jahr 2005. Die reguläre Saison begann am 19. Oktober 2018 und endete am 28. April 2019, im Anschluss fand die Finalrunde statt. Titelverteidiger war Melbourne Victory.

## Modus
Die Vereine spielten zunächst ein Dreirundenturnier aus, womit sich insgesamt 27 Spiele pro Mannschaft ergaben. Es wurde nach der 3-Punkte-Regel gespielt (drei Punkte pro Sieg, ein Punkt pro Unentschieden). Die Tabelle wurde nach den folgenden Kriterien bestimmt:
1. Anzahl der erzielten Punkte
2. Tordifferenz aus allen Spielen
3. Anzahl Tore in allen Spielen
4. Anzahl der erzielten Punkte im direkten Vergleich
5. Tordifferenz im direkten Vergleich

Am Ende der regulären Saison qualifizierten sich die beiden punktbesten Mannschaften direkt für das Halbfinale der Finalrunde. Ihre beiden Gegner wurden im Viertelfinale zwischen den Tabellendritten bis -sechsten ermittelt. Die bessere Mannschaft der regulären Saison war in beiden Runden jeweils gegen die schlechteste Mannschaft gesetzt. Der Sieger des Grand Final wurde australischer Meister.
Die beste Mannschaft der regulären Saison, die auch als Premiershipsieger bezeichnet wird, und der Sieger des Grand Final qualifizierten sich für die Gruppenphase der AFC Champions League 2020. Der Drittplatzierte der regulären Saison begann in der zweiten Qualifikationsrunde der Champions League. Eine Ausnahme bildete hier der neuseeländische Verein Wellington Phoenix, der kein Mitglied der AFC ist und damit von allen asiatischen Wettbewerben ausgeschlossen war.
Einen Abstieg in die zweitklassigen National Premier Leagues gibt es nicht.

## Teilnehmer
| Verein                   | Heimatstadt, Bundesstaat   | Ligazugehörigkeit | Stadion                      | Kapazität     |
| ------------------------ | -------------------------- | ----------------- | ---------------------------- | ------------- |
| Adelaide United          | Adelaide, South Australia  | seit 2005         | Coopers Stadium              | 17.000        |
| Brisbane Roar            | Brisbane, Queensland       | seit 2005         | Suncorp Stadium              | 52.500        |
| Central Coast Mariners   | Gosford, New South Wales   | seit 2005         | Central Coast Stadium        | 20.059        |
| Melbourne City FC        | Melbourne, Victoria        | seit 2010         | AAMI Park                    | 30.500        |
| Melbourne Victory        | Melbourne, Victoria        | seit 2005         | Etihad Stadium AAMI Park     | 53.359 30.050 |
| Newcastle United Jets    | Newcastle, New South Wales | seit 2005         | McDonald Jones Stadium       | 33.000        |
| Perth Glory              | Perth, Western Australia   | seit 2005         | nib Stadium                  | 20.500        |
| Sydney FC                | Sydney, New South Wales    | seit 2005         | Allianz Stadium              | 45.500        |
| Wellington Phoenix       | Wellington, Neuseeland     | seit 2007         | Westpac Stadium              | 36.000        |
| Western Sydney Wanderers | Sydney, New South Wales    | seit 2012         | ANZ Stadium Spotless Stadium | 83.500 24.000 |

## Abschlusstabelle
| Pl. | Verein                   | Sp. | S  | U | N  | Tore    | Diff. | Punkte |
| --- | ------------------------ | --- | -- | - | -- | ------- | ----- | ------ |
| 1.  | Perth Glory              | 27  | 18 | 6 | 3  | 056:230 | +33   | 60     |
| 2.  | Sydney FC (P)            | 27  | 16 | 4 | 7  | 043:290 | +14   | 52     |
| 3.  | Melbourne Victory (M)    | 27  | 15 | 5 | 7  | 050:320 | +18   | 50     |
| 4.  | Adelaide United          | 27  | 12 | 8 | 7  | 046:430 | +3    | 44     |
| 5.  | Melbourne City FC        | 27  | 11 | 7 | 9  | 039:320 | +7    | 40     |
| 6.  | Wellington Phoenix       | 27  | 11 | 7 | 9  | 037:320 | +5    | 40     |
| 7.  | Newcastle United Jets    | 27  | 10 | 5 | 12 | 040:360 | +4    | 35     |
| 8.  | Western Sydney Wanderers | 27  | 6  | 6 | 15 | 042:540 | −12   | 24     |
| 9.  | Brisbane Roar            | 27  | 4  | 6 | 17 | 038:710 | −33   | 18     |
| 10. | Central Coast Mariners   | 27  | 3  | 4 | 20 | 031:700 | −39   | 13     |

| Zum Saisonende 2018/19: |
| Teilnahme am Halbfinale der Finalrunde und Teilnahme an der Gruppenphase der AFC Champions League 2020 Teilnahme am Halbfinale der Finalrunde und Teilnahme an der Gruppenphase der AFC Champions League 2020 Teilnahme am Viertelfinale der Finalrunde und Teilnahme an der zweiten Qualifikationsrunde zur AFC Champions League 2020 Teilnahme am Viertelfinale der Finalrunde |

| Zum Saisonende 2017/18: |                                                        |
| (P)                     | Amtierender australischer Premiershipsieger: Sydney FC |
| (M)                     | Amtierender australischer Meister: Melbourne Victory   |

## Finalrunde

### Viertelfinale
|                                           |   |                    |           |
| 3. Mai 2019 in Melbourne (AAMI Park)      |   |                    |           |
| Melbourne Victory                         | – | Wellington Phoenix | 3:1 (1:0) |
| 5. Mai 2019 in Adelaide (Coopers Stadium) |   |                    |           |
| Adelaide United                           | – | Melbourne City FC  | 1:0 n. V. |

### Halbfinale
|                                                    |   |                   |                                 |
| 10. Mai 2019 in Perth (HBF Park)                   |   |                   |                                 |
| Perth Glory                                        | – | Adelaide United   | 3:3 n. V. (2:2, 1:0); 5:4 i. E. |
| 12. Mai 2019 in Sydney (Netstrata Jubilee Stadium) |   |                   |                                 |
| Sydney FC                                          | – | Melbourne Victory | 6:1 (3:0)                       |

### Grand Final
| Perth Glory                                               | Perth Glory | Sydney FC | Sydney FC |
| --------------------------------------------------------- | --- | --- | --------- |
| Perth Glory                                               | \| Grand Final \| \| 19. Mai 2019 um 16:30 Uhr (AWST) in Perth (Optus Stadium) \| \| Ergebnis: 0:0 n. V., 1:4 i. E. \| \| Zuschauer: 56.371 \| \| Schiedsrichter: Shaun Evans \| \| Spielbericht \|                                                                      | \| Grand Final \| \| 19. Mai 2019 um 16:30 Uhr (AWST) in Perth (Optus Stadium) \| \| Ergebnis: 0:0 n. V., 1:4 i. E. \| \| Zuschauer: 56.371 \| \| Schiedsrichter: Shaun Evans \| \| Spielbericht \|                                                | Sydney FC |
| Perth Glory                                               | Liam Reddy – Dino Đulbić, Matthew Spiranovic, Shane Lowry, Ivan Franjic (90. Scott Neville), Neil Kilkenny (105. Jake Brimmer), Juande, Jason Davidson, Joel Chianese (73. Andy Keogh), Diego Castro, Chris Ikonomidis (115. Brendon Santalab) Cheftrainer: Tony Popovic | Andrew Redmayne, Rhyan Grant, Alex Wilkinson, Aaron Calver, Michael Zullo, Siem de Jong (78. Anthony Cáceres), Joshua Brillante, Brandon O’Neill, Miloš Ninković, Alex Brosque (95. Reza Ghoochannejhad), Adam Le Fondre Cheftrainer: Steve Corica | Sydney FC |
| Perth Glory                                               | Elfmeterschießen | | Sydney FC |
| Perth Glory                                               | 1:1 Juande Redmayne hält gegen Keogh Redmayne hält gegen Santalab | 0:1 Le Fondre 1:2 O’Neill 1:3 Grant 1:4 Ghoochannejhad | Sydney FC |
| Perth Glory                                               | Lowry (23.), Kilkenny (69.), Juande (90.+1'), Đulbić (116.) | Corica (31.), de Jong (55.), Grant (88.) | Sydney FC |
| Grand Final                                               | | |           |
| 19. Mai 2019 um 16:30 Uhr (AWST) in Perth (Optus Stadium) | | |           |
| Ergebnis: 0:0 n. V., 1:4 i. E.                            | | |           |
| Zuschauer: 56.371                                         | | |           |
| Schiedsrichter: Shaun Evans                               | | |           |
| Spielbericht                                              | | |           |

## Statistiken

### Kreuztabelle
Die Kreuztabelle stellt die Ergebnisse aller Spiele der regulären Season dar. Die Heimmannschaft ist in der linken Spalte, die Gastmannschaft in der oberen Zeile aufgelistet.
| Heim- / Gastmannschaft   | AU  | BR  | CM  | MC  | MV  | NJ  | PG  | SY  | WP  | WS  |     | AU  | BR  | CM  | MC  | MV  | NJ  | PG  | SY  | WP  | WS |
| Adelaide United          |     | 2:1 | 2:1 | 0:2 | 2:0 | 1:1 | 0:2 | 1:1 | 0:0 | 2:2 |     | 4:3 |     |     | 1:0 |     | 0:2 |     | 3:1 | 1:3 |    |
| Brisbane Roar            | 3:5 |     | 1:1 | 2:0 | 2:4 | 1:6 | 2:4 | 2:1 | 0:0 | 2:2 |     |     |     |     | 0:5 |     |     | 1:3 | 2:1 | 1:4 |    |
| Central Coast Mariners   | 0:3 | 1:1 |     | 1:1 | 2:3 | 1:2 | 1:4 | 1:2 | 2:8 | 3:1 | 0:1 | 3:5 |     | 2:1 |     |     | 0:3 |     |     |     |    |
| Melbourne City FC        | 1:1 | 1:0 | 5:0 |     | 1:1 | 3:0 | 2:2 | 0:3 | 2:0 | 4:3 | 0:0 | 4:1 |     |     |     | 2:1 |     |     |     |     |    |
| Melbourne Victory        | 2:0 | 2:1 | 4:1 | 1:2 |     | 2:1 | 2:3 | 2:1 | 1:1 | 4:0 |     |     | 2:1 | 1:1 |     | 0:2 | 1:2 |     | 3:3 |     |    |
| Newcastle United Jets    | 1:2 | 2:0 | 1:0 | 3:1 | 0:1 |     | 0:2 | 1:1 | 1:1 | 3:2 | 0:0 | 2:2 | 2:3 |     |     |     |     | 2:0 |     |     |    |
| Perth Glory              | 0:0 | 2:1 | 3:2 | 1:0 | 0:2 | 2:0 |     | 1:2 | 3:0 | 1:1 |     | 4:0 |     |     |     | 1:0 |     | 3:1 | 5:0 | 4:3 |    |
| Sydney FC                | 2:1 | 2:1 | 5:2 | 2:0 | 1:2 | 1:0 | 1:0 |     | 1:3 | 2:0 | 2:0 |     | 1:1 | 0:2 | 2:1 |     |     |     |     |     |    |
| Wellington Phoenix       | 1:3 | 4:1 | 2:0 | 1:0 | 1:1 | 2:1 | 1:1 | 0:1 |     | 0:3 |     |     | 3:2 | 3:2 |     | 4:1 |     | 0:1 |     | 3:1 |    |
| Western Sydney Wanderers | 1:2 | 2:2 | 2:0 | 0:2 | 1:2 | 0:2 | 1:1 | 1:3 | 2:3 |     |     |     | 2:0 | 3:0 | 0:1 | 1:5 |     | 1:1 |     |     |    |

### Torschützenliste
Bei gleicher Anzahl von Treffern sind die Spieler alphabetisch geordnet.
| Platz                  | Nat        | Spieler           | Mannschaft               | Tore |
| ---------------------- | ---------- | ----------------- | ------------------------ | ---- |
| 01                     | Fidschi    | Roy Krishna       | Wellington Phoenix       | 18   |
| 02                     | England    | Adam Le Fondre    | Sydney FC                | 16   |
| 03                     | Irland     | Andy Keogh        | Perth Glory              | 15   |
| 04                     | Neuseeland | Kosta Barbarouses | Melbourne Victory        | 14   |
| 05                     | Schweden   | Ola Toivonen      | Melbourne Victory        | 13   |
| 06                     | Irland     | Roy O’Donovan     | Newcastle United Jets    | 11   |
|                        | Australien | Adam Taggart      | Brisbane Roar            | 11   |
|                        | Australien | David Williams    | Wellington Phoenix       | 11   |
| 09                     | Australien | Craig Goodwin     | Adelaide United          | 10   |
|                        | Spanien    | Oriol Riera       | Western Sydney Wanderers | 10   |
| Stand: Ende der Saison |            |                   |                          |      |